# Fritz Dirtl

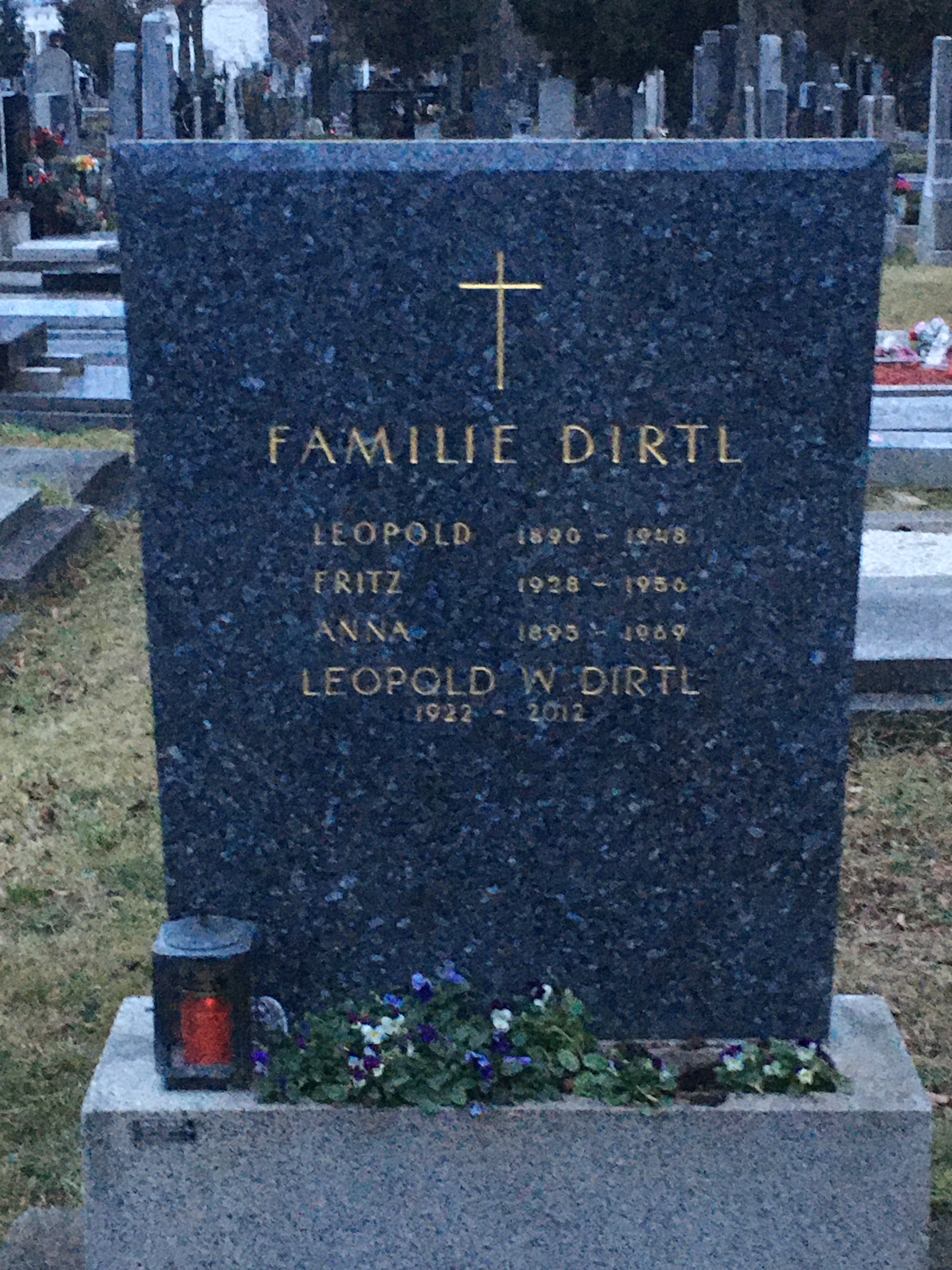
Grab von Fritz Dirtl und seiner Eltern am Wiener Zentralfriedhof

Friedrich „Fritz“ Dirtl (* 9. Januar 1928 in Wien; † 10. Juni 1956 in Oberhausen) war ein Speedway- und Straßen-Motorrad-Rennfahrer und der populärste österreichische-Motorsportler der frühen 1950er-Jahre.

## Familie
Fritz Dirtl war der Sohn von Leopold Dirtl (1890–1948) und dessen Ehefrau Anny (1895–1967). Der Cafétier Leopold Dirtl war in den 1920er-Jahren ein erfolgreicher Motorradrennfahrer und einer der Pioniere des österreichischen Bahnrennsports. Er bestritt sowohl Sand- als auch Straßenrennen und gewann die wesentlichen österreichischen Bahnrennen der 1920er-Jahre mindestens einmal. Er siegte mehrmals in der Wiener Krieau und am Semmering und hielt unter anderem Bergrekorde am Riederberg, der Grazer Ries und auf der niederösterreichischen Seite des Semmering. Er starb am 5. April 1948 bei einem Verkehrsunfall in Wien. Er war mit seinem Motorrad mit einem Motordreirad kollidiert und den dabei erlittenen schweren Kopfverletzungen an der Unfallstelle erlegen. Fritz Dirtls Bruder Leopold Walter Robert Dirtl (1922–2012) war ebenfalls ein bekannter Sandbahn- und Speedway-Fahrer und Mitglied im Göls-„Gelsenteam“.
Seine Tante, die Schwester seines Vaters, war Risa Dirtl (1902–1989), Solotänzerin an der Wiener Staatsoper. Ein Cousin war der Balletttänzer und Choreograf Willy Dirtl (ein Neffe von Risa Dirtl, die ihn gefördert hat), der von 1954 bis 1970 erster Solotänzer des Wiener Staatsopernballetts war. Dessen Frau Erika Dirtl, geb. Biermayer (1935–2010) war Tennisspielern. Deren Sohn Christoph Dirtl war Rallyefahrer und gewann 1991 die Österreichische Rallye-Staatsmeisterschaft.

## Karriere als Rennfahrer
Während der Ersten Republik, in den 1920er- und 1930er-Jahren, waren Sand- und Aschenbahnrennen in Österreich bei Publikum und Presse sehr populär. Nicht selten kamen zehntausende Zuschauer zu den jeweiligen Rennveranstaltungen. Rennfahrer wie Martin Schneeweiss und Josef „Pepi“ Walla wurden als unerschrockene Haudegen wahrgenommen und waren so bekannt wie heutige Formel-1-Piloten. Eine wesentliche Figur war der Fabrikantensohn Dipl. Ing. Karl Göls, dessen Vater der Mitbesitzer der Wiener Automobil-Fabrik war. Göls trat als Mäzen auf und brachte den österreichischen Bahnsport nach dem Ende des Zweiten Weltkriegs wieder zum Laufen. Für seinen Rennstall Gelsenteam gingen ab 1947 Schneeweiss und Walla an den Start sowie der junge Fritz Dirtl, der nach dem Tod von Schneeweiss im Oktober 1947 auf der Grazer Trabrennbahn, dessen Motorräder übernahm.
Der Zweite Weltkrieg hatte die Schulausbildung von Fritz Dirtl unterbrochen. 1946 holte er in Mödling die Matura nach und begann im Wintersemester 1946/47 ein Architekturstudium an der Technischen Universität Wien – übrigens im gleichen Jahr wie der spätere Fußball-Nationalspieler Gerhard Hanappi. Da er keine Prüfungen ablegte, wurde er 1953 exmatrikuliert. Im Wintersemester 1953/54 inskribierte er an der Hochschule für Welthandel Wien. Nebenbei arbeitete er im Kaffeehaus seines Vaters in der Wiener Gumpendorfer Straße, das er nach dessen Tod übernahm. Heute befindet sich in den Räumlichkeiten des ehemaligen Cafés, das China-Restaurant Zhong Hua. Zum Rennsport kam er 1946 über seinen Vater, das erste Rennmotorrad war eine Moto Guzzi. Nach einigen guten Platzierungen und zwei Siegen bei Straßenrennen in Graz ging der Motor der Moto-Guzzi bei einem Rennen in Baden kaputt. Das nächste Motorrad war eine 250er Terrot, mit der er sich vor 70.000 Zuschauern im Wiener Prater-Stadion 1947 nur Martin Schneeweiss geschlagen geben musste. Der nahm den jungen Fahrer unter seine Fittiche. Der Terrot-Motor wurde in ein Schneeweiss-Fahrgestell eingebaut und laufend verbessert. Innerhalb kurzer Zeit wurde aus dem jungen Benjamin ein Siegfahrer.
Nach elf Saisonsiegen wurde er 1950 mit dem Prominentenabzeichen Nr. 53 der Österreichischen Motor-Rennfahrer-Vereinigung (Ö.M.R.V.) ausgezeichnet. Dessen Clublokal war das Dirtl-Café, ein einmaliger Erfolg für einen Junior. Sein Vater Leopold hatte das Prominentenabzeichen Nr. 1 bereits 1928 erhalten. Als Letzter erhielt Bertl Schneider 1963 diese Auszeichnung (Prominentenabzeichen Nr. 86).
Ab 1948 war Dirtl im österreichischen Motorradsport fast nicht mehr zu schlagen, er erreichte 73 Einzelsiege in diesem Jahr. Der Vielfahrer – während seiner achtjährigen Karriere hatte er ca. 1000 nationale und internationale Laufsiege eingefahren – gewann 1948 seine erste österreichische Sandbahn-Meisterschaft. Weitere sechs folgten. 1949 gewann er mit dem Golden Helmet of Pardubice seine erste internationale Meisterschaft. 1951 wurde er Speedway-Staatsmeister und 1954 Straßen-Staatsmeister in der 350-cm³-Klasse.

## Tod in Oberhausen
Fritz Dirtl starb am 10. Juni 1956. Auf der Aschenbahn in Oberhausen wurde ein Ausscheidungsrennen zur Speedway-Einzel-Weltmeisterschaft ausgefahren. In seinem dritten Lauf kollidierte er mit seinem langjährigen Freund und Teamkollegen Josef Kamper, als dieser auf der Außenbahn an ihm vorbeifahren wollte. Als sich beide Motorräder in Schräglage befanden, berührte Dirtls Hinterrad Kampers Vorderrad und beide Fahrer kamen zu Sturz. Während Kamper gegen eine Barriere prallte, wurde der am Boden liegende Dirtl vom nachfolgenden Mieczysław Połukard am Kopf überfahren. Dirtl starb in einem Rettungswagen auf dem Weg ins Krankenhaus. Kamper kam mit einer schweren Gehirnerschütterung, Prellungen und einer Nierenquetschung davon.
Dirtls letzte Ruhestätte befindet sich auf dem Wiener Zentralfriedhof (Grab 12C). Im selben Grab sind auch sein Vater, seine Mutter und sein Bruder Leopold beerdigt.

## Fritz Dirtl und Günther Huber
In den frühen 1950er-Jahren waren die beiden Huber-Brüder Günther (* 1942) und Peter (* 1944) unter anderem die Attraktion bei den Sandbahnrennen in St. Pölten, Wels und Baden bei Wien. Vater Friedrich hatte den beiden Buben ein Speedway-Motorradgespann gebaut, mit dem sie 1950 während den Rennpausen Demonstrationsrunden fahren durften. Ihr Idol war Fritz Dirtl, um den sich bei der Firmung von Günther Huber 1954 eine nette Geschichte rankte. Friedrich Huber hatte Dirtl gebeten, für seinen Buam als Pate zu fungieren, was dieser gerne annahm. Allerdings war Dirtl selbst noch nicht gefirmt und hätte laut Kirchenrecht das Amt nicht antreten können. Vater Friedrich schaffte Abhilfe, indem er am Tag der Firmung als Göd von Fritz Dirtl fungierte, der daraufhin, nunmehr gefirmt, sein Amt als Pate von Günther Huber antreten konnte.

## Dokumente und Bilder

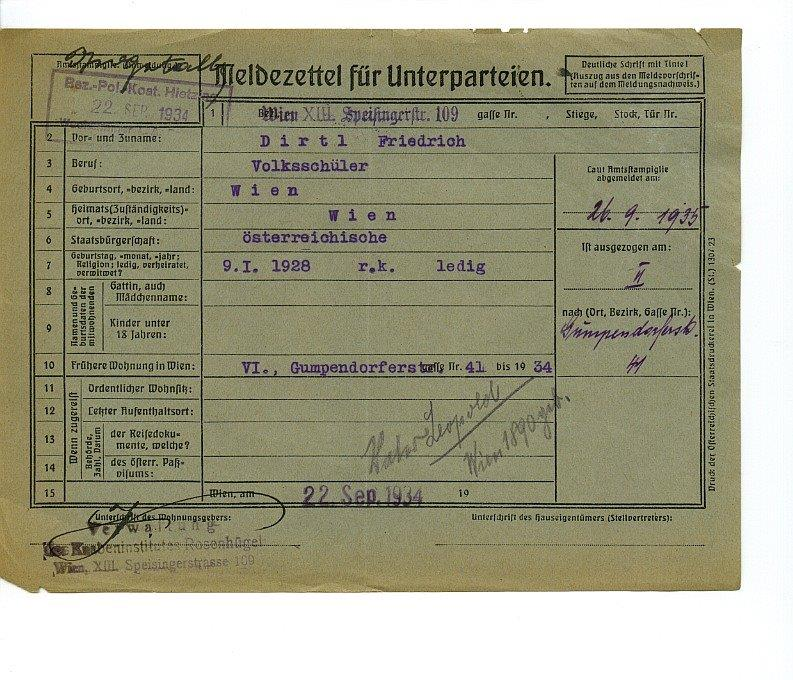
Meldezettel von Fritz Dirtl 1934